# Байге

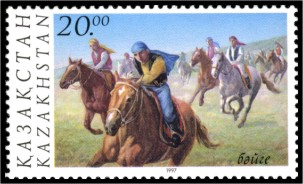
Почтовая марка Казахстана «Байге», 1997

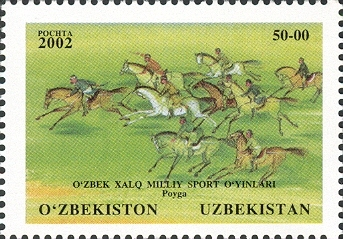
Почтовая марка Узбекистана, 2002

Байге (кирг. байге — приз; каз. , тат. и баш. бәйге /bæjˈge/; узб. Poyga) — один из древнейших и популярнейших видов конных скачек у многих тюркских народов — (алтайцев, башкир, казахов, киргизов, татар и узбеков).
Байге — это скачка по пересечённой местности на длинную дистанцию (5—15 км, а в прошлом и более 50 км), в которой важнейшую роль играет тактическое мастерство всадника. Зарождение её связано с кочевым бытом, необходимостью подготовки лошадей к длинным переходам. В настоящее время проводят на ипподромах. Иногда байге проходит в форме погони за всадником, которому сначала дали возможность оторваться от общей группы.
- Аламан-байга (аламан-пойга) — узбекский национальный вид спорта.
- Аламан бәйге — казахский национальный вид спорта[1].

## Виды байге

### Аламан байге
Скачки по пересеченной местности на большие расстояния. В данной скачке участвуют только взрослые животные от 3-х лет и старше. Единого стандарта протяжённости дистанции забега нет. В Казахстане обычно используется дистанция в 21 и в 31 километр. Изредка проводятся забеги на 50 и 100 километров.

Данный вид скачек рассчитан исключительно на выносливость лошади и поэтому по практическому опыту проведения аламан-байге к забегам не допускаются чистокровные скакуны ценных пород (чистокровная верховая английская, арабская, ахалтекинская и другие). В аламан-байге участвуют лошади только местных для Казахстана и Киргизии пород.
«На скачках кайсаки (казахи) берут расстояние обычно от тридцати до пятидесяти вёрст, скакуны на этом расстоянии проходят версту (1067 м) в полторы минуты, а иногда скорее — в минуту и двадцать секунд» (Владимир Даль, из повести «Бикей и Мауляна», 1836 год). Сведения знаменитого русского энциклопедиста сопоставимы с известными результатами бегов во Внутренней Букеевской Орде в 1881 году (1 мин. 37 сек) и на «Великой Кичи-Кеминской аламан-байге» в 1912 году (1 мин. 35 сек — официальный рекорд Российской империи).

### Кунан байге
Скачки жеребят-двухлеток.
Байге — скачка по пересеченной местности у народов Средней Азии и Казахстана. В настоящее время байге проводится и на ипподромах. В программу XXIII Всесоюзных соревнований конников колхозов, совхозов и конных заводов в 1980 году, например, была включена байге на дистанцию 6000 м, в которой участвовали дети на неоседланных лошадях.
Аламан-байге, наиболее популярны в Казахстане и Кыргызстане. Официально байге, то есть скачки на дальние расстояния, в Казахстане несколько раз в году проводится на ипподроме «Аламан» в поселке Кокбастау Алматинской области, ипподроме «Талдыкорган» в городе Талдыкорган, новом ипподроме в поселке Райымбек Карасайского района, а также на ипподромах в других областях Казахстана. Неофициально байге организуется гораздо чаще.
Байге — это традиционное национальное развлечение казахов, киргизов, татар, башкир.